# راوند روك (تكساس)
راوند روك، تكساس

راوند روك (بالإنجليزية: Round Rock)‏ هي مدينة أمريكية تقع في ولاية تكساس.تبلغ مساحة هذه المدينة 68 (كم²)،ويبلغ عدد سكانها 99887 نسمة حسب إحصاء سنة 2010 م. تشير إحصاءات سنة 2000م بأن الكثافة السكانية في هذه المدينة تقدر بـ(903.1) نسمة/كم2.

## التركيبة السكانية
حدّد مكتب تعداد الولايات المتحدة بيانات التركيبة السكانية لراوند روك في تعداد الولايات المتحدة. في ما يلي، التركيبة السكانية حسب تعدادي 2000 و2010.

### تعداد عام 2000
بلغ عدد سكان راوند روك 61,136 نسمة بحسب تعداد عام 2000، وبلغ عدد الأسر 21,076 أسرة وعدد العائلات 15,931 عائلة مقيمة في المدينة. في حين سجلت الكثافة السكانية 621.2 نسمة لكل كيلومتر مربع (1,608.9/ميل2). وبلغ عدد الوحدات السكنية 21,766 وحدة بمتوسط كثافة قدره 221.2 لكل كيلومتر مربع (572.9/ميل2).
وتوزع التركيب العرقي للمدينة بنسبة 76.76% من البيض و7.72% من الأمريكيين الأفارقة و0.50% من الأمريكيين الأصليين و2.89% من الأمريكيين ذوي الأصول الآسيوية و0.10% من سكان جزر المحيط الهادئ و9.47% من الأعراق الأخرى و2.56% من عرقين مختلطين أو أكثر و22.10% من الهسبانيون أو اللاتينيون من أي عرق.
بلغ عدد الأسر 21,076 أسرة كانت نسبة 50.1% منها لديها أطفال تحت سن الثامنة عشر تعيش معهم، وبلغت نسبة الأزواج القاطنين مع بعضهم البعض 60.5% من أصل المجموع الكلي للأسر، ونسبة 11% من الأسر كان لديها معيلات من الإناث دون وجود شريك، بينما كانت نسبة 4% من الأسر لديها معيلون من الذكور دون وجود شريكة وكانت نسبة 24.4% من غير العائلات. تألفت نسبة 18.1% من أصل جميع الأسر من عدة أفراد يعيشون في نفس المنزل ونسبة 3% كانت تتألف من شخص يعيش بمفرده يبلغ من العمر 65 عاماً أو أكثر. وبلغ متوسط حجم الأسرة المعيشية 2.87، أما متوسط حجم العائلات فبلغ 3.29.
بلغ العمر الوسطي للسكان 30.1 عاماً. وكانت نسبة 31.8% من القاطنين تحت سن الثامنة عشر، وكانت نسبة 8.5% بين الثامنة عشر والرابعة والعشرين عاماً، ونسبة 38.8% كانت واقعةً في الفئة العمرية ما بين الخامسة والعشرين والرابعة والأربعين عاماً، ونسبة 16.3% كانت ما بين الخامسة والأربعين والرابعة والستين، ونسبة 3.7% كانت ضمن فئة الخامسة والستين عاماً فما فوق. يوجد لكل 100 أنثى 99.9 ذكر، ويوجد لكل 100 أنثى في الثامنة عشر من عمرها فما فوق 97.4 ذكر.
بلغ متوسط دخل الأسرة في المدينة 42,976 دولارًا، أما متوسط دخل العائلة فبلغ 67,045 دولارًا. وكان متوسط دخل الذكور 40,139 دولارًا مقابل 30,250 دولارًا للإناث. وسجل دخل الفرد الخاص بالمدينة 26,468 دولارًا. وكانت نسبة 0% من العائلات ونسبة 7.1% من السكان تحت خط الفقر، وكان من هؤلاء نسبة 0% تحت سن الثامنة عشر ونسبة 0% في الخامسة والستين من العمر وما فوق.

### تعداد عام 2010
بلغ عدد سكان راوند روك 99,887 نسمة بحسب تعداد عام 2010، وبلغ عدد الأسر 35,050 أسرة وعدد العائلات 25,587 عائلة مقيمة في المدينة. في حين سجلت الكثافة السكانية 1,015 نسمة لكل كيلومتر مربع (2,628.8/ميل2). وبلغ عدد الوحدات السكنية 37,223 وحدة بمتوسط كثافة قدره 378.2 لكل كيلومتر مربع (979.5/ميل2).
وتوزع التركيب العرقي للمدينة بنسبة 70.79% من البيض و9.76% من الأمريكيين الأفارقة و0.68% من الأمريكيين الأصليين و5.17% من الأمريكيين ذوي الأصول الآسيوية و0.12% من سكان جزر المحيط الهادئ و9.68% من الأعراق الأخرى و3.80% من عرقين مختلطين أو أكثر و28.99% من الهسبانيون أو اللاتينيون من أي عرق.
بلغ عدد الأسر 35,050 أسرة كانت نسبة 46% منها لديها أطفال تحت سن الثامنة عشر تعيش معهم، وبلغت نسبة الأزواج القاطنين مع بعضهم البعض 55.5% من أصل المجموع الكلي للأسر، ونسبة 12.5% من الأسر كان لديها معيلات من الإناث دون وجود شريك، بينما كانت نسبة 5% من الأسر لديها معيلون من الذكور دون وجود شريكة وكانت نسبة 27% من غير العائلات. تألفت نسبة 20.8% من أصل جميع الأسر من عدة أفراد يعيشون في نفس المنزل ونسبة 3.5% كانت تتألف من شخص يعيش بمفرده يبلغ من العمر 65 عاماً أو أكثر. وبلغ متوسط حجم الأسرة المعيشية 2.84، أما متوسط حجم العائلات فبلغ 3.32.
بلغ العمر الوسطي للسكان 32.0 عاماً. وكانت نسبة 31.1% من القاطنين تحت سن الثامنة عشر، وكانت نسبة 8% بين الثامنة عشر والرابعة والعشرين عاماً، ونسبة 34% كانت واقعةً في الفئة العمرية ما بين الخامسة والعشرين والرابعة والأربعين عاماً، ونسبة 21.5% كانت ما بين الخامسة والأربعين والرابعة والستين، ونسبة 5.4% كانت ضمن فئة الخامسة والستين عاماً فما فوق. وتوزع التركيب الجنسي للسكان بنسبة 49.2% ذكور و50.8% إناث.

## أعلام
- ليون كروز
- لام جونز
- بيل هنري
- سام باس